# Pozytywka (program telewizyjny)
Pozytywka – magazyn rockowy nadawany w TVP 2 od 16 grudnia 1995 do 14 czerwca 1997 roku co miesiąc w sobotę, najczęściej po nocnym wydaniu Panoramy lub po Sport Telegramie ok. 0.10-0.20. Program trwał 40 minut. W programie prezentowano różne rodzaje muzyki rockowej, zarówno wykonawców polskich, jak i zagranicznych. Prezentowane były najświeższe teledyski, fragmenty koncertów a także wywiady z artystami i zespołami, których teledyski prezentowano w programie. Gośćmi programu byli m.in. Myslovitz, zespoły Falarek Band, Elision, Strain Edge, Steak Knife i Nightmare. Prowadzącym program był Sebastian Miłkowski. Magazyn mimo nocnej pory emisji miał sporą oglądalność. Jednak kryzys na rynku muzycznym na przełomie lat 1996-98, tak jak w przypadku Clipola spowodował spadek oglądalności i w związku z tym postanowiono, że czerwcowe wydanie 1997 roku będzie ostatnim.